# Braulio Sáez García
Braulio Sáez García (Quintanaloranco, Burgos, España, 23 de marzo de 1942), O.C.D., es el obispo Auxiliar emérito de la Arquidiócesis de Santa Cruz de la Sierra (Bolivia).

## Biografía
A los diecisiete años tenía la ilusión de abrir el horizonte a nuevos mundos. Uno de sus educadores, monseñor Gonzalo Marañon, le ilusionó con ser misionero.
Tras su ordenación como sacerdote carmelita el 25 de marzo de 1958, comenzó su misión en Uruguay. Allí desarrolló una etapa fermental en la Iglesia de Montevideo dentro de la Pastoral de Conjunto liderada por el Obispo Carlos Parteli, en comunión con otros sacerdotes, laicos y jóvenes. 
Posteriormente, emigra por su propia voluntad, y continua su misión en una de las regiones más pobres de América Latina, el altiplano de Bolivia. Tras su paso por Cochabamba y La Paz fue nombrado Obispo titular de Tacape y Auxiliar de la Diócesis de Oruro (18 de febrero de 1987). Ordenado obispo el 13 de mayo de 1987. Nombrado Obispo de Oruro el 7 de noviembre de 1991. La diócesis de Oruro se encuentra a 3.800 metros de altura. Allí desarrolló su actividad pastoral durante diecisiete años, junto a campesinos y mineros.
El 11 de septiembre de 2003 el Papa Juan Pablo II decidió trasladarlo de su diócesis de Oruro a la de Santa Cruz de la Sierra. El Pontífice aceptó primero la renuncia de mons. Sáez a la diócesis de Oruro, una de las más altas del mundo, y lo nombró Obispo auxiliar de la Arquidiócesis de Santa Cruz de la Sierra, ubicada en un valle a menor altura. Continuó su misión de Obispo auxiliar acompañando al arzobispo Sergio Gualberti y arzobispo emérito Cardenal Julio Terrazas en la ciudad de Santa Cruz de la Sierra, Bolivia. El 12 de abril de 2018 le fue aceptada su renuncia, convirtiéndose en obispo emérito.
Fue declarado Hijo Ilustre de Santa Cruz el 21 de septiembre de 2018.
Su hermano Domiciano fue también sacerdote carmelita. Falleció en Gijón en 2018.